# Grbovi dalmatinskog komunalnog plemstva – O
Za grbove dalmatinskog komunalnog plemstva ne vrijede zakoni heraldike zbog posebnih uvjeta nastanka i vlasnika istih. Grbovi dalmatinskog komunalnog plemstva pripadaju krugu talijanskog komunalnog plemstva gdje je tradicija opisivanja s gledišta promatrača. 
Grbovi s početnim slovom  O

## Grbovi
| Grb | Kuća i opis grba |
| --- | --- |
|     | Ohmučević (Dubrovnik) Titula: (HR) Na zlatnom polju tri vodoravne crne grede, preko svega lijevo kosa crvena greda s tri uglata zuba s lijeva. [1/42] (HR) Na crnom polju dvije vodoravne zlatne grede, preko svega okomita crvena greda s tri uglata zuba s lijeva. [1/42, 2/27, 3/26] |
|     | Orso (Kotor) Titula: (HR) Na plavom polju dvije vodoravne zlatne grede, između greda crni hodajući medvjed. [1/42] |